# Радчук, Фёдор Иванович
Фёдор Иванович Радчу́к (укр. Федір Іванович Радчук; 1901/1902 — 1986) — украинский советский актёр. Народный артист УССР (1948). Лауреат Сталинской премии (1948).

## Биография
В 1921 году окончил драматическую школу в Киеве. С 1920 года играл на сцене Первого государственного театра УССР имени Шевченко в Киеве. В 1923 году приглашён Лесем Курбасом в его театр «Березиль». Вместе с театром в 1926 году переехал в Харьков. После разгрома театра остался в Харькове. В 1935—1972 годах — актёр Украинского драматического театра имени Шевченко в Харькове.
Радчук — актёр острой выразительности, его творческая индивидуальность наиболее полно раскрывалась в характерных ролях.

### Роли в театре
- Горие де Сан-Круа («Жакерия» Мериме, 1925),
- Бублик («Платон Кречет» Корнейчука, 1935),
- Баев («Земля» Вирты, 1938),
- Лизогуб («Богдан Хмельницкий» Корнейчука, 1939),
- Тевье («Тевье-молочник» по Шолом-Алейхему, 1940)
- Прокоп («Генерал Ватутин» Дмитерко, 1947),
- Чугунов («Волки и овцы» Островского, 1948),
- Яго («Отелло» Шекспира, 1952),
- Осип («Ревизор» Гоголя, 1952),
- могильщик («Гамлет» Шекспира, 1956).

### Роли в кино
- 1931 — Колиивщина — Польский магнат
- 1954 — Над Черемошем — Савва Дмитрак
- 1955 — Любовь на рассвете
- 1955 — Пламя гнева — Лисницкий
- 1956 — Иван Франко — эпизод
- 1956 — Кровавый рассвет — Панас Кандзюба
- 1956 — Долина Синих скал — инженер Карпеко
- 1958 — Киевлянка — профессор Зарудный
- 1959 — Исправленному верить — Лосев

## Награды и премии
- Народный артист УССР (1948)
- орден Трудового Красного Знамени (24.11.1960)
- два ордена «Знак Почёта» (22.05.1947[1] и 30.06.1951[2])
- Сталинская премия второй степени (1948) — за исполнение роли Прокопа в спектакле «Генерал Ватутин» Л. Д. Дмитерко (1947)